# Westbeer (Vlissingen)

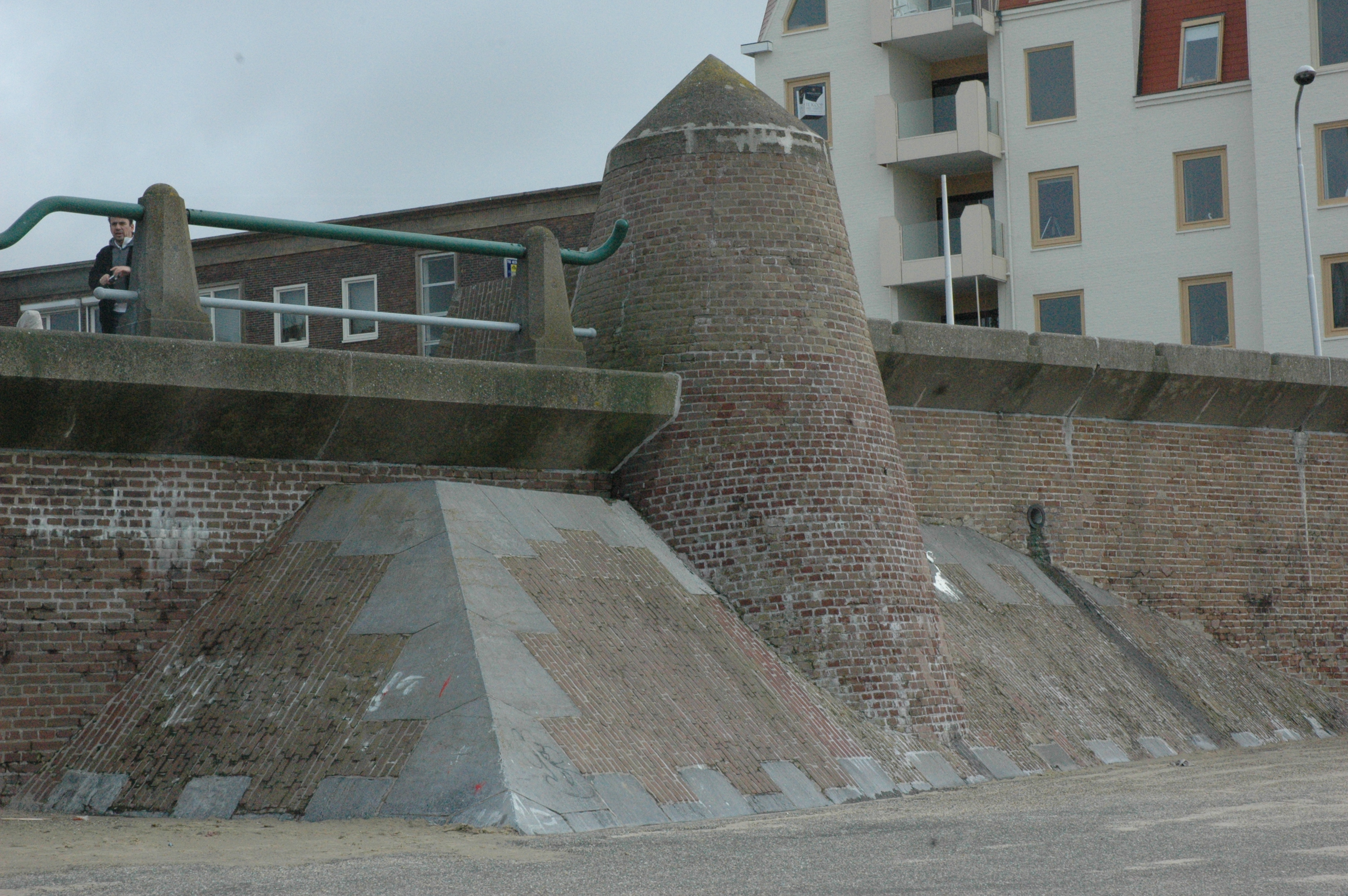
De Westbeer in Vlissingen

De Westbeer in Vlissingen, in de Nederlandse provincie Zeeland, is een napoleontisch vestingwerk dat ertoe diende het water in de vestinggracht rond de stad te scheiden van het zeewater en zo te voorkomen dat de vestinggracht bij laag water leeg liep. De Westbeer is tegenwoordig het best zichtbaar vanaf de glooiing aan zeezijde, herkenbaar aan de ronde gemetselde monnik. De rest van het verdedigingswerk is in de zeewering opgenomen en niet langer zichtbaar.
De Westbeer stamt uit de Franse tijd die in Vlissingen van 1795 tot 1814 heeft geduurd. Na het Engelse bombardement in 1809, waarbij de stad zwaar getroffen werd, liet Napoleon de vesting Vlissingen ingrijpend moderniseren en uitbreiden. Vlissingen werd aan landzijde voorzien van een nieuwe gracht en rondom de stad werden forten aangelegd. In 1810 werd aan de westelijke zijde van de stad een stenen beer gebouwd die later de Westbeer is gaan heten, aan de oostelijke zijde van de stad werd de Oostbeer gebouwd.
De Westbeer is een gemetselde beer met schuine kanten. Om aanvallende soldaten te beletten de vesting via de beer te bereiken was de aan de bovenzijde een 'ezelsrug' aangebracht van gladde natuurstenen. De ezelsrug werd in het midden voorzien van een zogenaamde monnik, een massief rond torentje die doorgang onmogelijk moest maken. De monnik was een de bovenzijde afgedekt met een gladde natuurstenen muts. Anders dan de Oostbeer was de Westbeer voorzien van een scherpe hoek. In de holle beer werd een gang aangelegd met schietgaten die de vestinggracht konden bestrijken. De gang was aan beide zijden van de beer verlengd en liep uit in zogenaamde escarps- en contrescarpsgalerijen; een stelsel van onderaardse gangen waarin mijnen konden worden aangebracht om tijdens een aanval over landzijde het hele verdedigingswerk kon worden opgeblazen met de inundatie van het gebied rondom de vesting Vlissingen als gevolg. De gang die leidde naar de Westbeer was vanuit de stad toegankelijk vanaf de Paardenmarkt. 

## Schuilkelder
Door de oorlogsdreiging werden aan het einde van de jaren dertig in heel Nederland schuilkelders voor de bevolking ingericht. In Vlissingen was voor dit doel onder meer het Keizersbolwerk geschikt gemaakt. In mei 1939 worden plannen concreet om te onderzoeken of de oude gangen rondom de Westbeer geschikt kunnen worden gemaakt als schuilkelder. Een plaatselijke aannemer wist zich te herinneren dat de toegang tot het gangenstelsel met een stenen muurtje was afgesloten bij de bouw van een woning op het perceel Coosje Buskenstraat 8. Nadat dit muurtje is weggehaald trof men een ongeveer 45 meter lange gang aan van ongeveer 2 meter hoog en 1.75 meter breed. De zijgangen werden toegankelijk nadat men op de boulevard, ter hoogte van de Coosje Buskenstraat, opgravingen heeft gedaan. Onderzoek wees uit dat de Westbeer tegen relatief lage kosten geschikt konden worden gemaakt als schuilkelder voor de bevolking. De rijksinspectie voor de luchtbescherming stelde voor dit doel 25.000 gulden ter beschikking.  Bij het uitbreken van de Tweede Wereldoorlog waren de werkzaamheden nog niet voltooid. In maart 1941 bericht de Provinciale Zeeuwse Courant dat de schuilkelder in de Westbeer gereed is. Veel profijt zal de Vlissingse bevolking er echter niet van hebben gehad. De boulevards van Vlissingen kwamen deel uit te maken van de Atlantikwall, de Duitse verdedigingslinie die liep van Noorwegen tot aan de Frans-Spaanse grens. Een deel van de Westbeer werd gesloopt voor de bunker die die op de glooiing en deels in de boulevard werd gebouwd. De bunker is in maart 1943 opgeleverd.